# ريبيكا (رواية)
ريبيكا (بالإنجليزية: Rebecca)‏ هي رواية لدافني دو مورييه. عندما نشرت ريبيكا في عام 1938، -- حققت مفاجأة كبيرة لها—لتكون دو مورييه واحدة من الكتاب الأكثر شعبية اليوم. تعتبر ريبيكا واحدة من الأعمال الأفضل لها. وقد لاحظ بعض المراقبين الشبه بينها وبين جين أير.
كتبت دافني دو مورييه الكثير من الرواية حين كانت تقيم في الإسكندرية، مصر مع زوجها في ذلك الوقت.